# Sistema de raonament procedimental
En intel·ligència artificial, un sistema de raonament procedimental (PRS) és un marc de treball per construir sistemes de raonament en temps real que poden fer tasques complexes en entorns dinàmics. Es basa en la noció d'un agent racional o agent intel·ligent que utilitza el model de programari creença-desig-intenció.
Una aplicació d'usuari està predominantment definida, i es proporciona a un sistema PRS un conjunt d'àrees de coneixement. Cada àrea de coneixement és una part del coneixement procedimental que especifica com fer alguna cosa, per exemple, com navegar per un corredor o com planificar un camí (a diferència de les arquitectures robòtiques on el programador només proporciona un model de quins són els estats del món i com els afecten les accions primitives de l'agent). Un programa d'aquest tipus, juntament amb un intèrpret PRS, s'utilitza per controlar l'agent.
L'intèrpret és responsable de mantenir les creences sobre l'estat mundial, triar quins objectius intentar assolir a continuació i triar quina àrea de coneixement aplicar a la situació actual. La manera exacta com es realitzen aquestes operacions pot dependre de les àrees de coneixement a metanivell específic del domini. A diferència dels sistemes tradicionals de planificació d'IA que generen un pla complet al principi i el replantegen si passen coses inesperades, PRS intercala la planificació i l'execució d'accions al món. En qualsevol moment, el sistema podria tenir només un pla de futur parcialment especificat.
El PRS es basa en el marc BDI o de creença-desig-intenció per a agents intel·ligents. Les creences consisteixen en allò que l'agent creu que és cert sobre l'estat actual del món, els desitjos consisteixen en els objectius de l'agent i les intencions consisteixen en els plans actuals de l'agent per aconseguir aquests objectius. A més, cadascun d'aquests tres components normalment es representa explícitament en algun lloc de la memòria de l'agent PRS en temps d'execució, cosa que contrasta amb els sistemes purament reactius, com ara l'arquitectura de subsumptió.

## Història
El concepte PRS va ser desenvolupat pel Centre d'Intel·ligència Artificial de SRI International durant la dècada de 1980, per molts treballadors, com ara Michael Georgeff, Amy L. Lansky i François Félix Ingrand. El seu marc de treball va ser responsable d'explotar i popularitzar el model BDI en programari per al control d'un agent intel·ligent. L'aplicació seminal del marc de treball va ser un sistema de detecció de fallades per al sistema de control de reacció del transbordador espacial Discovery de la NASA. El desenvolupament d'aquest PRS va continuar a l'Institut d'Intel·ligència Artificial Australià fins a finals de la dècada de 1990, cosa que va conduir al desenvolupament d'una implementació i extensió de C++ anomenada dMARS.

## Arquitectura

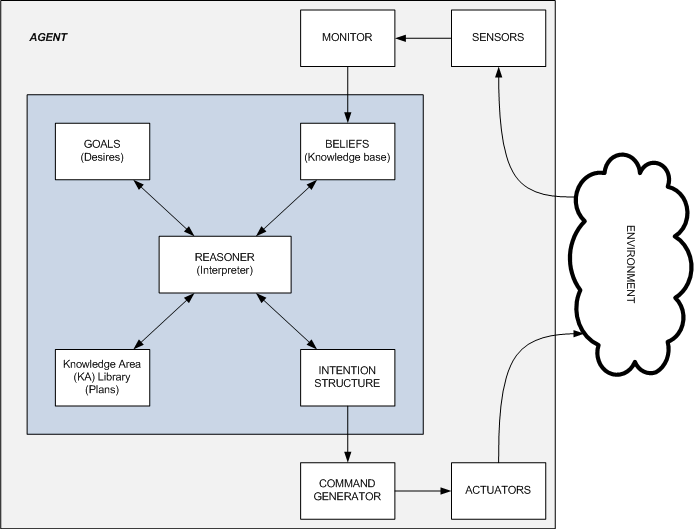
Representació de l'arquitectura PRS

L'arquitectura del sistema PRS de SRI inclou els components següents:
- Base de dades de creences sobre el món, representades mitjançant càlcul de predicats de primer ordre.
- Objectius que ha d'assolir el sistema com a condicions durant un interval de temps sobre descripcions d'estat interns i externs (desitjos).
- Àrees de coneixement (AK) o plans que defineixen seqüències d'accions de baix nivell per aconseguir un objectiu en situacions específiques.
- Intencions que inclouen aquells KA que s'han seleccionat per a la seva execució actual i eventual.
- Intèrpret o mecanisme d'inferència que gestiona el sistema.

## Característiques
El PRS de SRI es va desenvolupar per a aplicacions integrades en entorns dinàmics i en temps real. Com a tal, va abordar específicament les limitacions d'altres arquitectures contemporànies de control i raonament, com ara els sistemes experts i el sistema de pissarra. Els següents defineixen els requisits generals per al desenvolupament del seu PRS:
- gestió d'esdeveniments asíncrons
- tipus de reacció i resposta garantits
- representació procedimental del coneixement
- gestió de múltiples problemes
- comportament reactiu i dirigit a objectius
- focus d'atenció
- capacitats de raonament reflexiu
- funcionament integrat continu
- tractament de dades incompletes o inexactes
- maneig de transitoris
- modelització de retroalimentació retardada
- control de l'operador

## Aplicacions
L'aplicació seminal del PRS de SRI va ser un sistema de monitorització i detecció de fallades per al sistema de control de reacció (RCS) del transbordador espacial de la NASA. El RCS proporciona forces propulsives d'un conjunt de propulsors a reacció i controla l'altitud del transbordador espacial. Es va desenvolupar i provar un sistema de diagnòstic de fallades basat en PRS mitjançant un simulador. Incloïa més de 100 KA i més de 25 KA de nivell meta. Els controladors de missió del transbordador espacial van escriure KA específics de RCS. Es va implementar a la màquina LISP de la sèrie 3600 de Symbolics i utilitzava múltiples instàncies comunicants de PRS. El sistema mantenia més de 1000 dades sobre l'RCS, més de 650 dades només per a l'RCS avançat i la meitat de les quals s'actualitzen contínuament durant la missió. Una versió del PRS es va utilitzar per monitorar el sistema de control de reacció del transbordador espacial Discovery de la NASA.
El PRS es va provar amb el robot Shakey, incloent-hi escenaris de navegació i simulació de mal funcionament d'un reacció basats en el transbordador espacial. Les aplicacions posteriors van incloure un monitor de gestió de xarxa anomenat Sistema interactiu de gestió de xarxes de telecomunicacions en temps real (IRTNMS) per a Telecom Australia.

## Extensions
A continuació es mostren les principals implementacions i extensions de l'arquitectura PRS.
- UM-PRS[3]
- OpenPRS (anteriorment C-PRS i Propice)[4][5]
- AgentSpeak
- Sistema de raonament multiagent distribuït (dMARS)
- GORITA
- MELMELADA[6]
- Agents intel·ligents JACK
- Kit de realització d'agents procedimentals SRI (SPARK)[7]
- PRS-CL[8]